# Ahmed Zaouche
Pour les articles homonymes, voir Famille Zaouche.
Ne doit pas être confondu avec Ahmed Zaouche (architecte).
 (mai 2019).
Si vous disposez d'ouvrages ou d'articles de référence ou si vous connaissez des sites web de qualité traitant du thème abordé ici, merci de compléter l'article en donnant les références utiles à sa vérifiabilité et en les liant à la section « Notes et références ».
Ahmed Zaouche, né le 4 octobre 1907 à Tunis et mort le 23 mai 1973, est un homme politique tunisien.

## Caïd
Fils cadet de Abdeljelil Zaouche, il poursuit ses études secondaires au lycée du Parc à Lyon où il obtient son brevet. Bachelier en droit à Toulouse en 1931 puis licencié en droit à Lyon en 1934, il retourne à Tunis et travaille entre autres avec Me Albert de Matteïs.
Administrateur et juriste, il manifeste une grande activité politique à la veille de l'indépendance. En 1941, il devient caïd de Tunis par Moncef Bey et, en 1943, caïd de la banlieue de Tunis. Après la déportation du bey, il est révoqué par le général Alphonse Juin pour avoir résisté aux autorités françaises et défendu la souveraineté tunisienne devant l'occupation de la Tunisie par les forces de l'Axe.
Le chef du gouvernement, M'hamed Chenik, et le docteur Mahmoud El Materi essaient de le réintégrer dans ses fonctions de caïd. Lamine Bey, irrité par ses sentiments moncéfistes, n'accepte de signer le décret de réintégration qu'en 1952. Il est nommé caïd de Monastir en 1954 puis de Sfax en 1956.

## Maire
Une fois l'indépendance proclamée, Ahmed Zaouche devient, le 21 juin 1956, le premier gouverneur de Tunis et occupe dans le même temps la charge de maire de la capitale jusqu'en 1957 puis l'exerce à nouveau de 1958 à 1963.

Zaouche est chargé par le président Bourguiba d'éconduire le bey du palais de Carthage. Au cours d'un conseil ministériel, Bourguiba ironise sur son salut et sa déférence au bey déchu. Ahmed Zaouche rétorque alors : 
« Ce n'est pas la personne de Lamine Bey que j'ai salué mais une page tournée de l'histoire de la Tunisie. »
Il lance alors de grands travaux de modernisation de la capitale qui s'inscrivent dans une politique urbaine progressiste initiée par Bourguiba. Il s'agit de projets d'équipements publics et sportifs comme la cité olympique d'El Menzah et complexe El Gorjani, de projets urbains comme l'aménagement du jardin Habib-Thameur, de la place du Leader, de la place de la Monnaie, de la place Pasteur ou de la place Jeanne-d'Arc, de projets de viabilisation de la banlieue sud à El Mourouj ou El Ouardia et des anciennes portes comme Bab El Fellah et Bab Alioua ainsi que des projets de percées comme celui de la Hara (quartier juif) visant à assainir et à dynamiser le tissu urbain de la médina de Tunis.

## Tissu socio-économique
Il encourage particulièrement plusieurs institutions féminines et sportives tunisiennes de l'époque dont le Club Aziza Othmana, l'Union nationale de la femme tunisienne, et le Tennis Club de Tunis dont il est le président.
En 1963, il devient conservateur de la Propriété foncière et, en 1969, PDG de la Caisse nationale de retraite et de prévoyance sociale (CNRPS). En 1969, Ahmed Zaouche fonde également la Bourse de Tunis et en assure la présidence jusqu'en 1972.